# Something in Her Eye
Something in Her Eye é um curta-metragem de comédia mudo norte-americano, realizado em 1915, com o ator cômico Oliver Hardy.

## Elenco
- Trixie Gale - Garota com algo em seu olho
- Billie Rhodes - Trixie Gale
- Oliver Hardy - (como Babe Hardy)